# Toledo
|  | Per a altres significats, vegeu «Toledo (desambiguació)». |

Toledo (en català antic Tolèdol) és la capital de la província de Toledo i al mateix temps de la comunitat autònoma de Castella-La Manxa. L'any 1986 el seu centre històric fou considerat Patrimoni de la Humanitat per part de la UNESCO. Està situada a 71 km al sud-sud-oest de Madrid a 569 metres d'altitud i rodejada pel riu Tajo. Toledo és coneguda com la ciutat de les tres cultures, així com a «ciutat imperial», per haver-hi residit l'emperador Carles V.

## Territori
La ciutat es troba en un penya-segat envoltada pel riu Tajo, a 530 metres d'altura, a la part sud de la Meseta castellana, al començament de la Vega del Tajo.

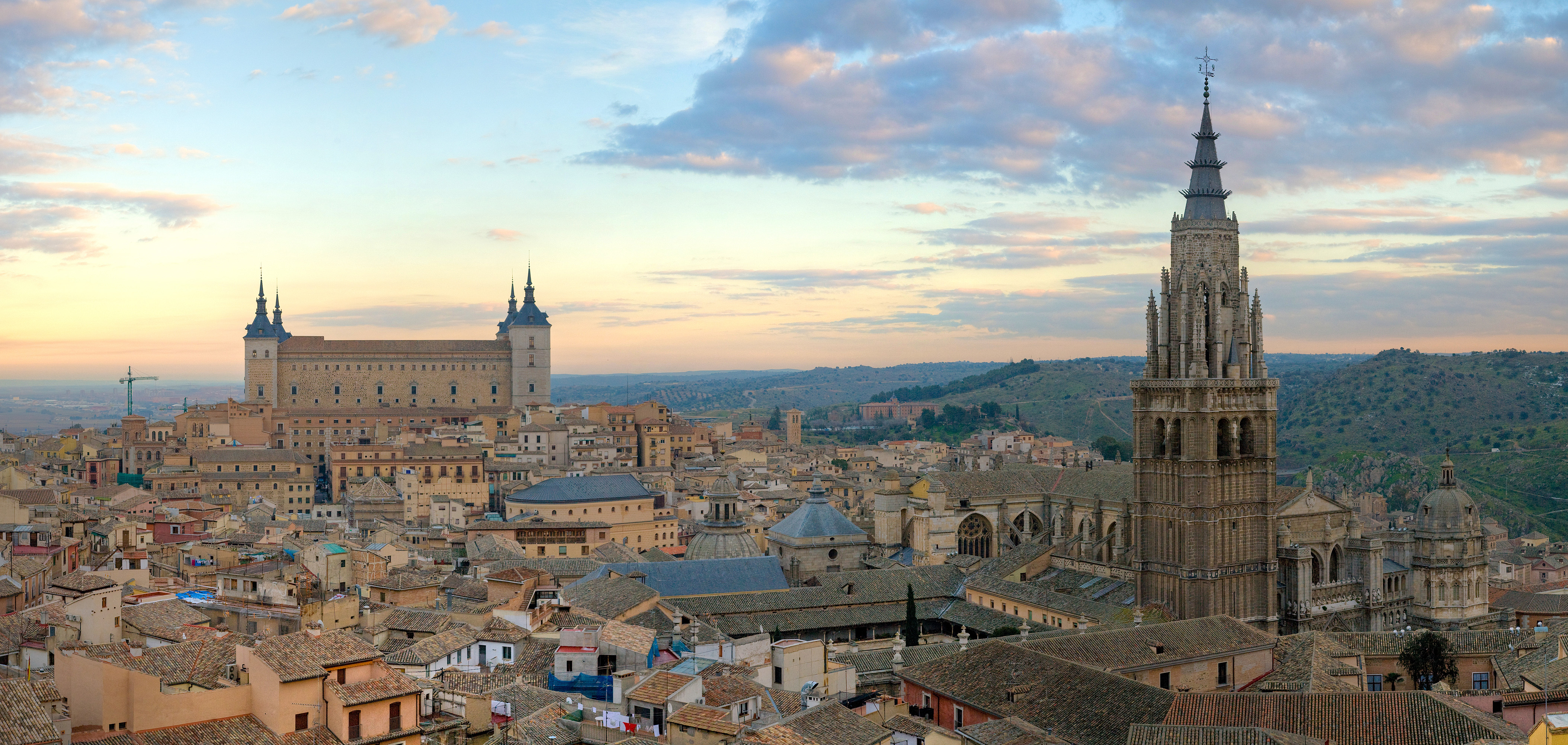
Vista panoràmica del centre històric de Toledo
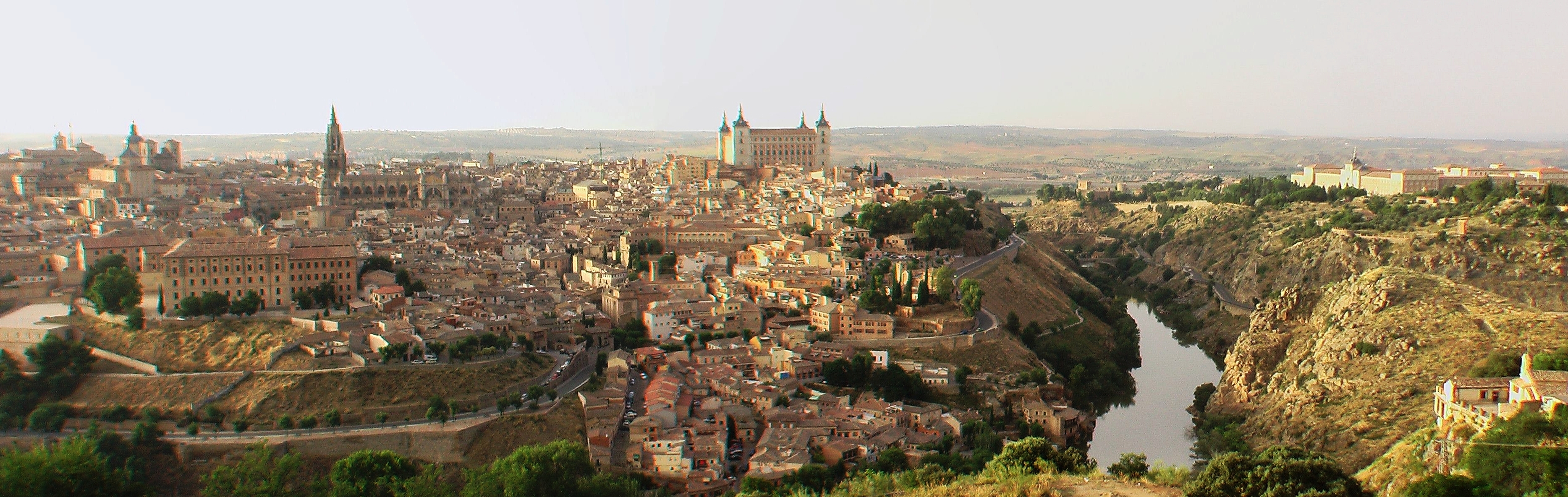
Vista panoràmica de Toledo

## Clima
La ciutat té clima continental amb influència atlàntica. Les pluges hi són escasses, amb una mitjana anual de 357 mm que es donen a la tardor i la primavera principalment. Les temperatures oscil·len entre els 11,2 °C/1,6 °C de gener i els 33,6 °C/18,5 °C de juliol. La màxima històrica és de 42,4 °C i la mínima històrica de -9,0 °C. A l'any hi ha 56 dies de pluja, 33 de gelada i 2.847 hores de sol.

## Història

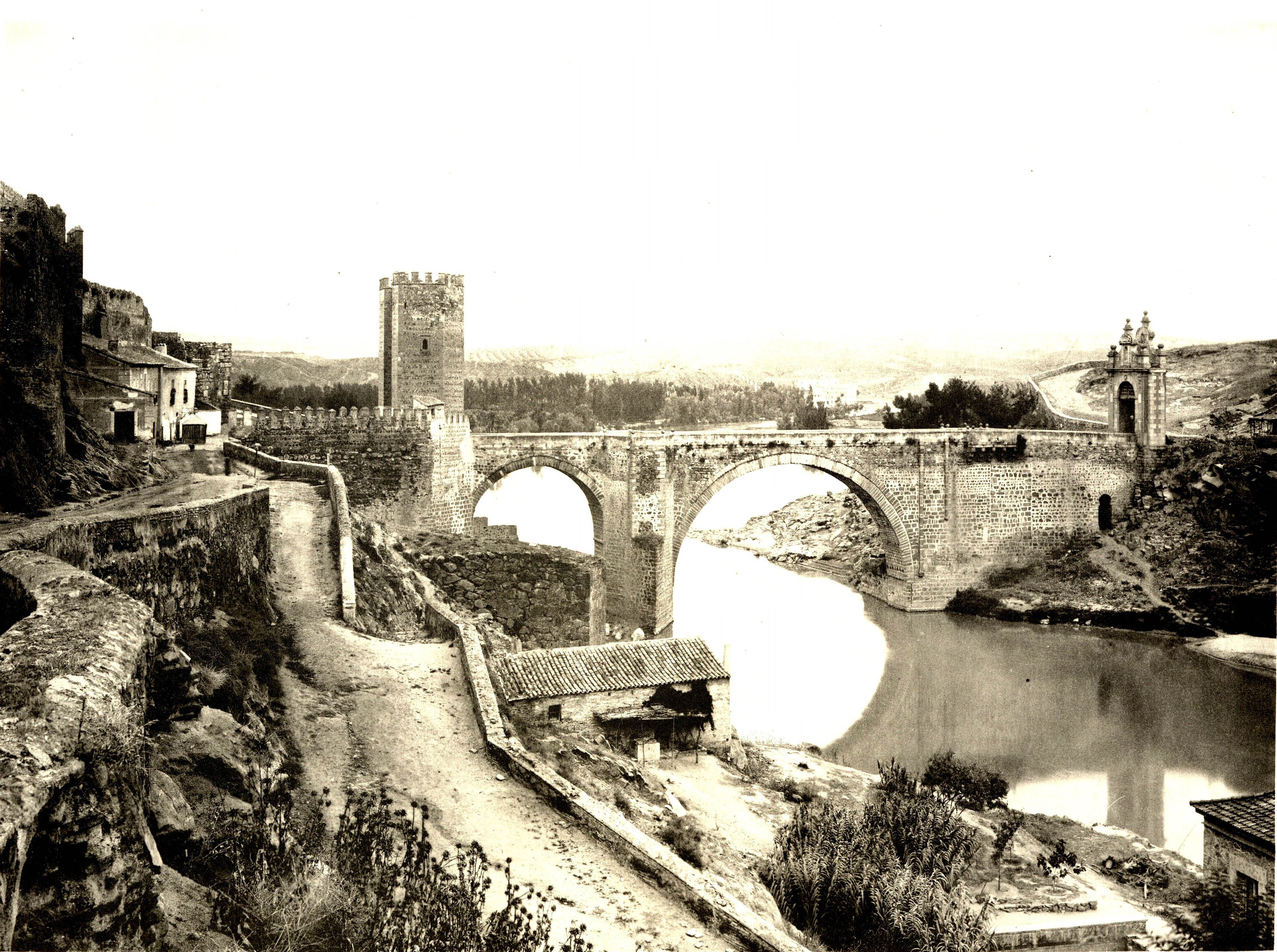
El pont romà, Alcántara,1889

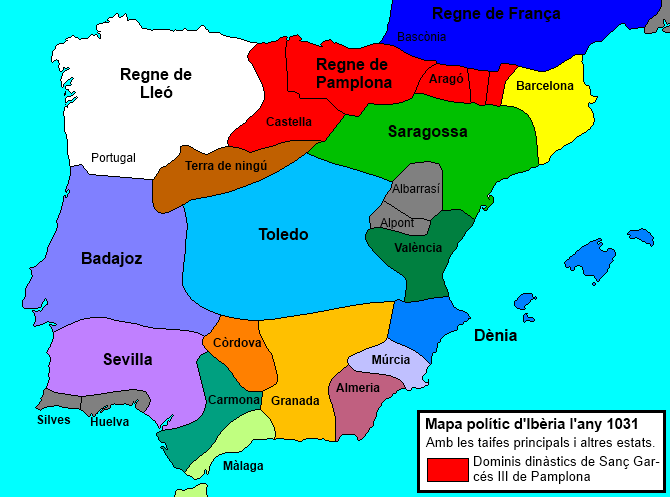
Taifes a l'any 1031

Tit Livi esmenta per primer cop la vila de Toletum conquerida el 193 a.C pel procònsol Marc Fulvi Nobílior I. Fou una ciutat pròspera sota els romans i quan va penetrar el cristianisme va tenir una gran importància religiosa. El I Concili de Toledo s'hi va celebrar el 400. El 418 va caure en mans dels visigots i al segle VI fou la capital del regne visigòtic de l'edat mitjana (vegeu Regne de Toledo) quan Atanagild hi va fixar residència el 567; Recared va adoptar els cristianisme catòlic en lloc de l'arrianisme i fou el centre religiós del regne i seu dels famosos Concilis de Toledo on el clergat catòlic es va introduir en la direcció política de l'estat. El 714 fou ocupada per Tàriq ibn Ziyad que la va trobar deserta; només alguns jueus i un reduït nombre d'habitants hi havien restat. Allí es van reunir amb Tàriq els destacaments que havia enviat a Granada i Múrcia i els cronistes musulmans diuen que fou allí on es van trobar Tarik i Mussa ibn Nussayr. El cap àrab no hi va restar gaire temps i es va dirigir cap al nord de la península on va conquerir Saragossa. Les llegendes sobre la ciutat (la violació de la Cava, la filla del comte de Ceuta, pel rei Roderic o els tresors fabulosos trobats a la ciutat, a la «Casa Tancada») van circular durant els primers segles. Toledo (Tulàytula, en àrab) fou part del districte d'aix-Xarat (les Serres). Una part de la població va restar cristiana i subjecta a les lleis visigodes, però altra part va esdevenir muwallad (conversos) o mossàrab (cristians sota autoritat musulmana).
La revolta amaziga fou derrotada en la batalla de Wadi Salit prop de Toledo el 740. Els amazics que havien assetjat la ciutat, foren derrotats per les forces àrabs del valí. Yússuf al-Fihrí s'hi va refugiar després de la seva derrota i fou assassinat a la rodalia el 759.
La política de Abu-l-Khattar al-Hussam ibn Dirar al-Kalbí favorable als àrabs d'origen iemenita, va acabar provocant la sublevació dels qaysís i alguns iemenites que sota el comandament d'As-Sumayl, del jund de Qinnasrín, i de Thawaba ibn Salama, del clan iemenita dels judhamites, el van vèncer l'abril del 745 a la riba del Guadalete, proclamant nou valí al segon.
El 762 s'hi va revoltar Hisham ibn Udhra, que fou derrotat pels generals Badr i Abu-Ghàlib Tammam ibn Àlqama en 764. A la proclamació de l'emir Hixam I (788) el seu germà Sulayman es va fer proclamar a Toledo i la ciutat va haver de ser conquerida el 789 després de dos mesos de setge. El 797 es va revoltar a Toledo Ubayda ibn Humayd; els rebels estaven encoratjats pel poeta Ghirbib; a la mort d'aquest l'emir va nomenar governador al mawla Amrus, natiu d'Osca, que va muntar un parany als notables de la vila i els va massacrar, en la coneguda com «Jornada del Fossat» (data incerta 798/799 o 806/807) que no és clar que fos un esdeveniment autèntic però en tot cas és un reflex de la repressió de l'emir contra la noblesa dissident de la ciutat. El 814/815 tornava a estar revoltada i el mateix emir hi va anar, hi va penetrar amb un engany, i va cremar una part de la vila. El 829 es va revoltar el mawla Hàixim ad-Darrah (‘el Fonedor’) que es va mantenir dos anys. El príncep Umayya va dirigir una expedició a Toledo el 834 i el 835 fou assetjada altre cop per les forces de l'emir i presa per assalt el juny del 837 després de mesos d'atacs; llavors la ciutat va haver de deixar ostatges. El 852 al pujar al tron Muhàmmad ibn Abd-ar-Rahman ibn al-Hàkam, es va revoltar dirigida per Sindola, que va deposar el governador, i la ciutat es va proclamar lliure; es va organitzar un exèrcit que el maig del 854 va derrotar les forces de l'emir prop d'Andujar; per poder fer front a la inevitable expedició cordovesa, els toledans es van aliar al rei Ordoni I que va enviar un exèrcit a les ordes del comte Gatón del Bierzo; però aquest exèrcit i els toledans foren derrotats pels cordovesos i van perdre 20.000 homes. El 858 l'emir va fer destruir per mines el pont sobre el Tajo en el moment que estava ple de soldats locals, per acabar amb la revolta, i l'any 859 la ciutat va haver de demanar l'aman i l'emir; després no és gairebé esmentada a les cròniques però el 873 la ciutat va signar amb l'emir un tractat que establia el pagament d'un tribut, el que equivalia de fet al reconeixement de la seva autonomia política. Així va seguir fins al temps d'Abd-ar-Rahman III.
Després de sotmetre Badajos l'ara califa Abd-ar-Rahman III va enviar a Toledo una ambaixada (930) per anunciar de fet el final de l'autonomia. Els toledans no ho van acceptar i el califa va fer assetjar la ciutat. El mateix califa va dirigir el bloqueig establint el seu campament a Jarankas, moderna Zalencas, i va anunciar que no marxaria fins a obtenir la rendició de la ciutat. Madina al-Fath (Vila de la Victòria) fou construïda davant de Toledo. El 932 finalment, Toledo es va rendir i s'hi va establir una forta guarnició omeia. En endavant fou la capital de la Frontera Mitjana (al-Thaghr al awsaf); els principals governadors foren Muhammad ibn Abd Allah ibn Haydar, el caid Ahmad ibn Yala, i (ja sota al-Hakam II) el general Ghàlib ibn Abd-ar-Rahman as-Siqlabí, sogre i rival del famós Almansor.
Durant el període de lluites en el que va caure el califat de Còrdova, Toledo va tenir un paper petit. Alguna vegada va servir de quarter general o de refugi a algun pretendent, però en canvi no consta cap intent de revolta com havia estat la norma al segle ix i part del X. Muhàmmad al-Mahdí bi-L·lah hi va residir en el període entre el seu primer i segon regnats. La família amaziga dels Banu Dhi l-Nun havia obtingut alguns comandaments militars a la zona sota Almansor, a la regió de Shantabariyya (Santaver, província de Conca) i els notables de Toledo els van cridar per establir, com arreu, un govern regional o taifa. Abd-ar-Rahman ibn Dhi-n-Nun, senyor de Santaver, va agafar el comandament militar de la ciutat i territori associat al govern al notable toledà Abu-Bakr ibn al-Hadidí. Segons els cronistes àrabs el seu fill Ismaïl ibn Dhi-n-Nun Dhu-r-Riassatayn adh-Dhàfir no fou el primer rei de la família i hauria anat després d'altres caps de locals com Ibn Masarra, Muhàmmad ibn Yàïx al-Assadí i el seu fill Abu-Bakr Yàïx, Saïd ibn Xanzir i el seu fill Àhmad ibn Saïd, Abd-ar-Rahman ibn M.n.y.w.h (les vocals no es coneixen) i el seu fill Abd-al-Màlik ibn Abd-ar-Rahman) i finalment Ismaïl, que no hauria pujat al tron fins vers a una data entre 1029 i 1035. Ismail va agafar el làqab honorífic d'adh-Dhàfir i va regnar fins a la seva mort el 1043.
El va succeir el seu fill Yahya ibn Ismaïl al-Mamun, de llarg regnat. A la seva mort l'1 de juliol de 1075 el regne de Toledo, de considerable extensió, va passar al seu net Yahya ibn Hixam al-Qàdir. Es creu que el rei havia estat enverinat per Ibn Ukkasha de Còrdova, però els toledans foren expulsats d'aquesta ciutat pels sevillans; Ibn Ukkasha va morir en la fugida el 15 d'agost. A valència es va revoltar Abu Bakr ibn Abd al-Asiz, el germà del darrer rei amírida Abd al-Màlik, que es va proclamar rei. Yahya va quedar en mans del rei de Lleó amb el que s'havia hagut d'aliar, que li va exigir tributs cada vegada més considerables i el rei va haver d'imposar nous impostos que van escanyar al poble que va acabar per revoltar-se; Yahya va reprimir la revolta de manera violenta i va fer executar a diversos notables i al primer ministre Ibn al-Hadidi. El 1079 un cop d'estat amb ampli suport popular va enderrocar a Yahya (que havia mostrat la seva incapacitat) que es va refugiar a Huete a Conca; es va proclamar rei al seu germà Hixam ibn Yahya al-Zafar al Qadir Billah, però els notables van oferir el tron a l'emir aftàsida de Badajoz, al-Mutawàkkil ibn al-Aftas, que al cap de poc es va presentar a Toledo i es va fer reconèixer com a rei. El 1081 els castellans el van expulsar i van reposar a Yahya que el 25 de maig de 1085 va haver d'entregar Toledo a Alfons VI de Castella. Això va provocar la vinguda dels almoràvits a l'Àndalus a l'any següent. La majoria de la població musulmana de la ciutat va emigrar si bé, segons Levy Provençal, tal com antigament havia estat una ciutat de mossàrabs (cristians sota domini àrab) ara va esdevenir una ciutat de moriscs (musulmans sota domini cristià), però això degué ser per un temps limitat i fins i tot molts historiadors rebutgen la teoria de Levy Provençal i consideren que Toledo mai fou de majoria mossàrab i molt menys morisca (ja que els moriscs es convertien tot i que generalment a contracor), sinó en tot cas mudèjars (musulmans que quedaven sota domini cristià sense convertir-se) que van subsistir com una comunitat petita però destacada culturalment (fin que l'edicte del 1502 els va obligar a batejar-se o emigrar).
Durant un segle Toledo fou zona de frontera, disputada per les dues parts; assetjada diverses vegades mai fou recuperada pels musulmans. Va resistir un setge dels almoràvits el 1090. El 1099 Yahya ibn Yússuf ibn Taixfín va acampar davant la ciutat (a San Servando) però sense cap efecte, si bé va conquerir Consuegra a la tornada. Un any després de la batalla d'Uclés de 1108, Alí ibn Yússuf ibn Taixfín va fer l'anomenada "campanya de Talavera" en què va conquerir aquesta ciutat i va assetjar durant uns dies la ciutat de Toledo sense `xit; el 1114 uns rais contra la Sagra i Sisla al nord i sud de Toledo, també van comportar un nou setge de la ciutat altre cop sense resultat. A partir del 1113 els almoràvits de Còrdova havien conquerit Oreja i els sanhadja es va estendre en els anys següents per la zona del Tajo fins a uns 50 km de Toledo; això va durar fins al 1139 quan els cristians van recuperar Oreja i Mora a 30 km de Toledo que va esdevenir la plaça avançada contra els almoràvits en el lloc de Toledo, fins al 1144. Tot seguit l'enfonsament del poder almoràvit ja van allunyar qualsevol amenaça sobre Toledo; Alfons VII de Castella va conquerir Calatrava a mig camí entre Toledo i Còrdova (1147).
El 1195 la batalla d'Alarcos amb victòria dels almohades, va retornar Calatrava als musulmans i els va permetre avançar fins a Madrid i Guadalajara però el seu control efectiu mai va superar el congost de Guadalerza a uns 50 km al sud de Toledo. La victòria cristiana a les Navas de Tolosa el 7 de juliol de 1212 va marcar el final de tota possible amenaça en el futur.

## Població
La seva població era de 83.459 habitants el 2016, superada en la seua província per Talavera de la Reina.
| 1970   | 1981   | 2001   | 2002   | 2004   | 2005   | 2006   | 2007   | 2008   | 2009   | 2010   | 2011   | 2012   | 2014   | 2015   | 2016   | 2017   | 2018   | 2019   | 2020   | 2021   | 2022   | 2023   | 2024   |
| 44.400 | 58.000 | 69.450 | 70.893 | 73.485 | 75.533 | 77.601 | 78.618 | 80.810 | 82.291 | 82.489 | 83.108 | 84.019 | 83.334 | 83.226 | 83.459 | 83.741 | 84.282 | 84.873 | 85.811 | 85.449 | 85.085 | 86.070 | 86.526 |

## Museu de Santa Cruz

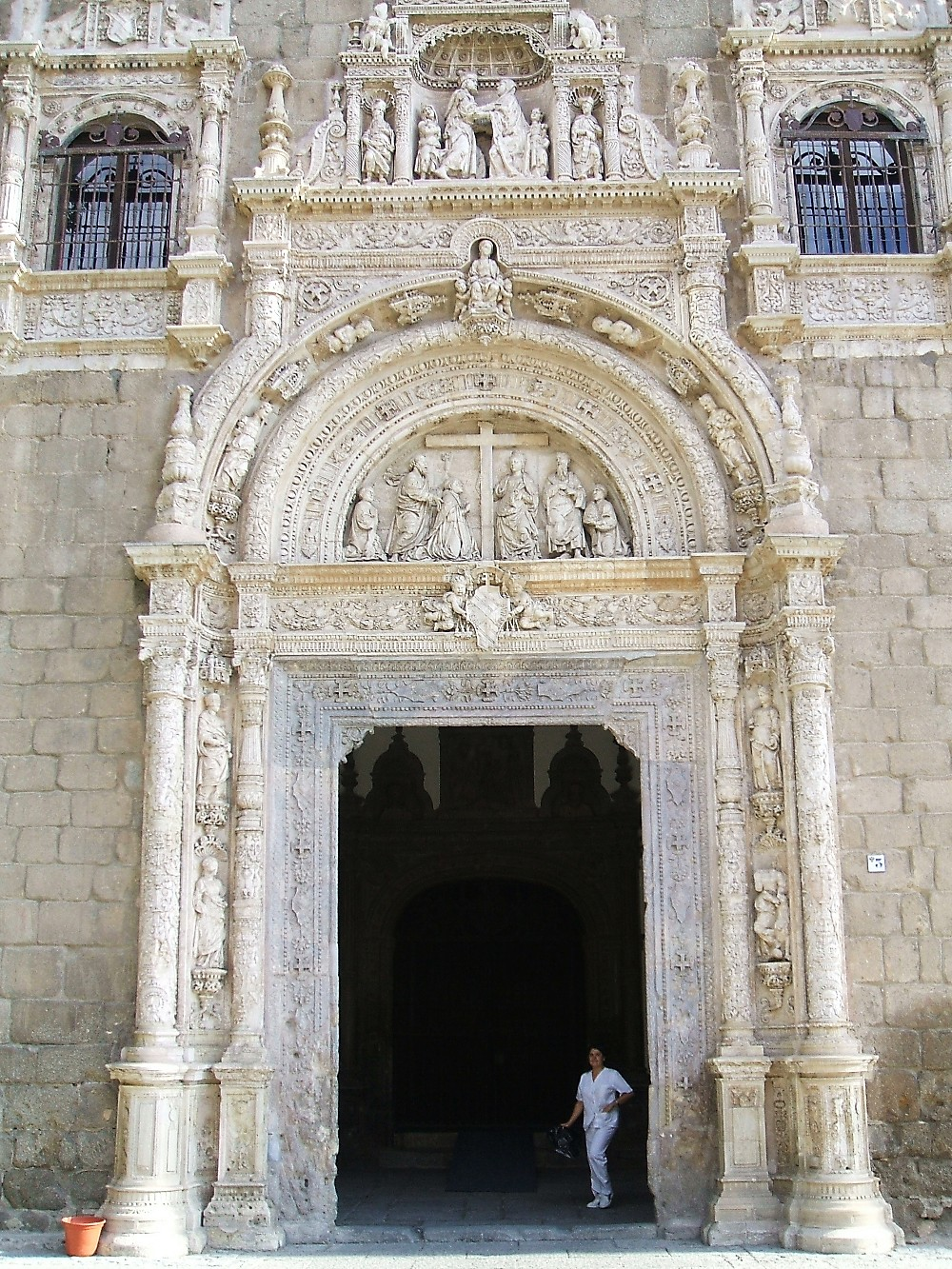
Museu de Santa Cruz
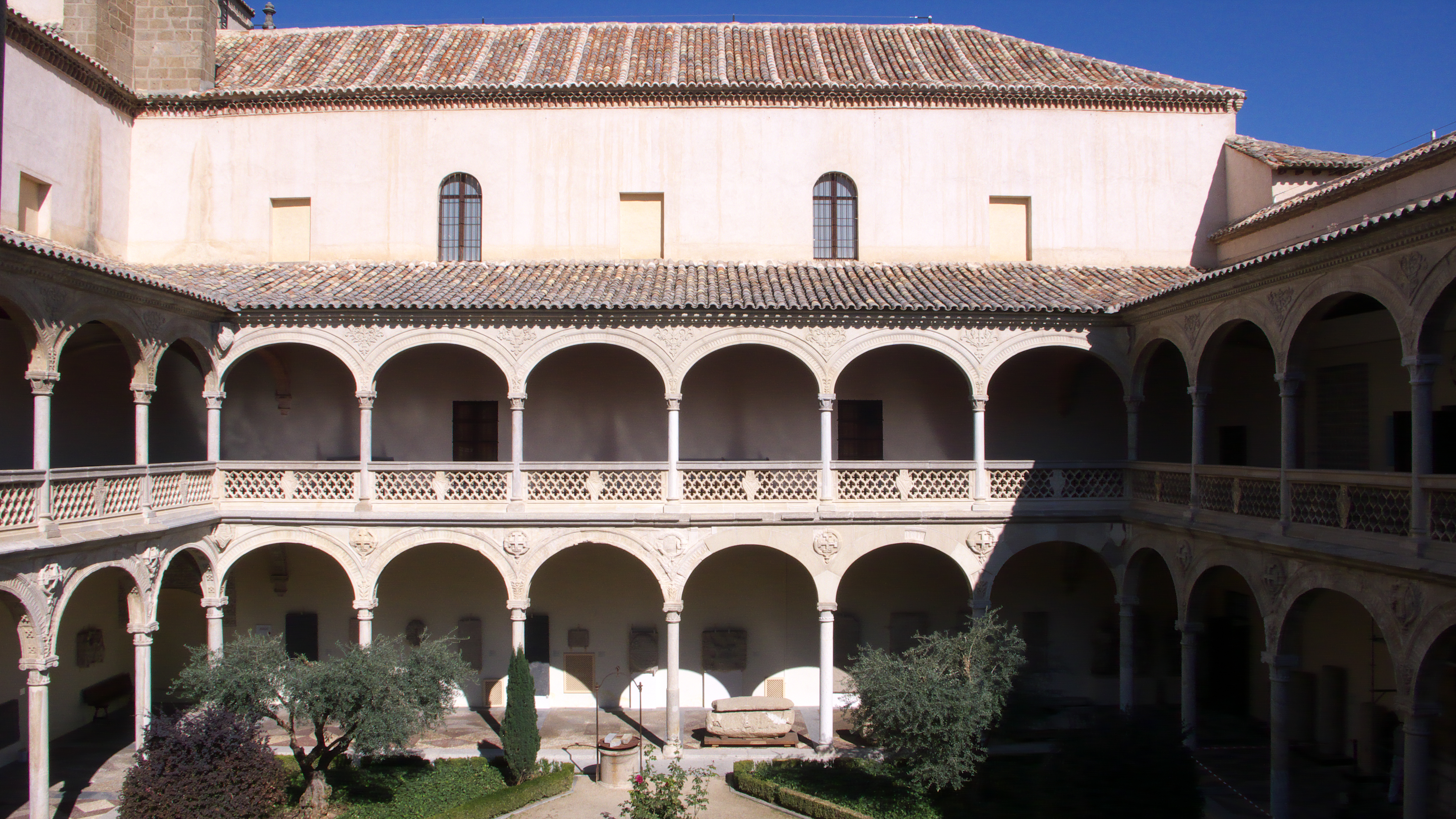
Claustre del museu realitzat per Alonso de Covarrubias
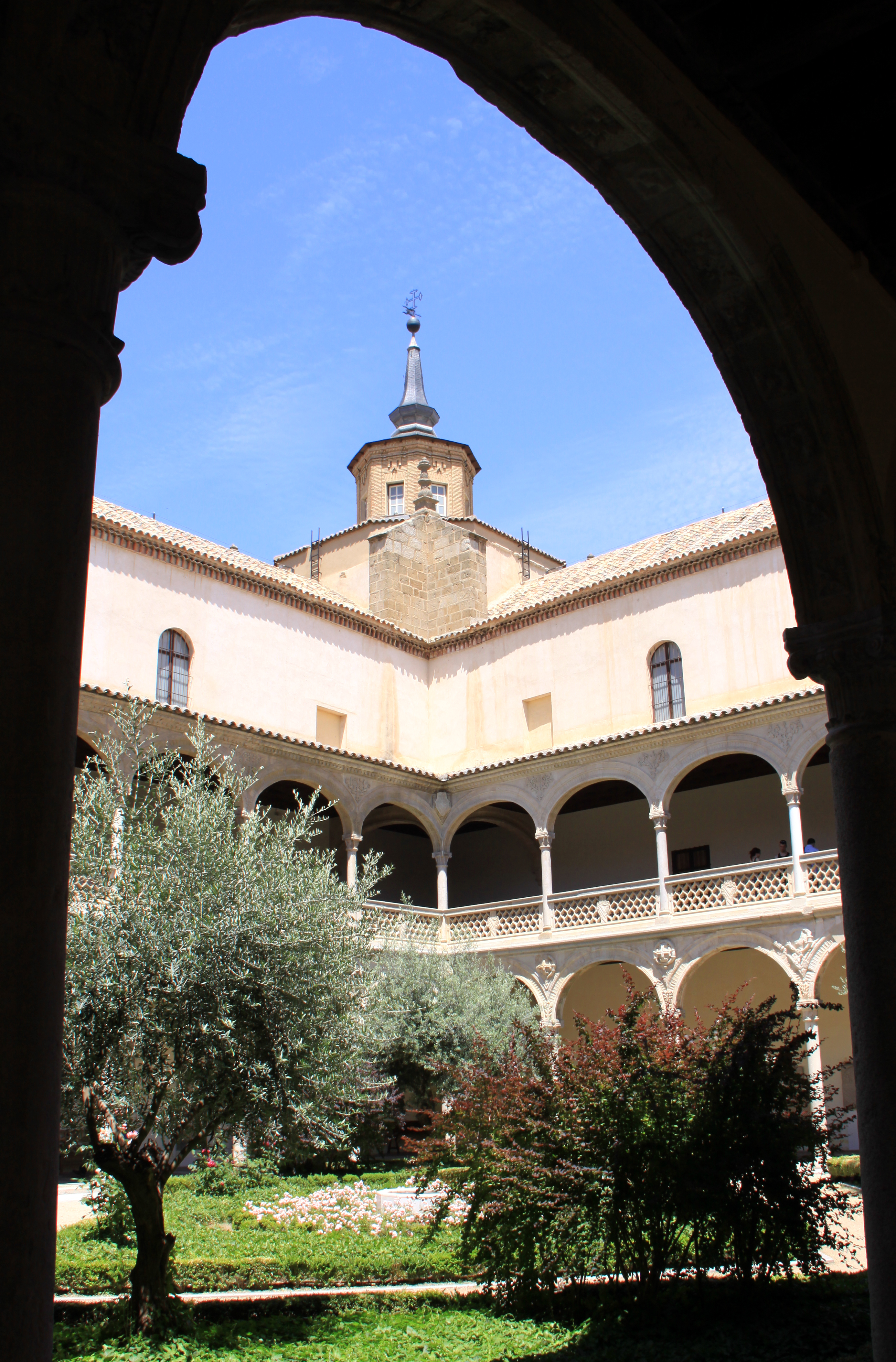
Museu de Santa Cruz
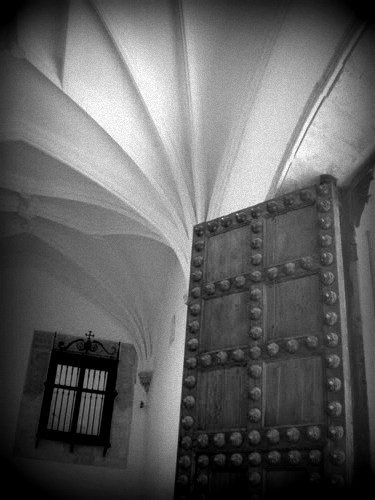
Museu de Santa Cruz
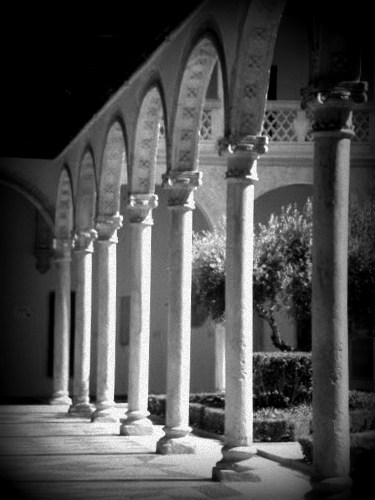
Museu de Santa Cruz

## Músics famosos
- Joaquín Martínez de Oxinagas compositor i organista famós de la catedral.
- Joaquín Beltrán compositor i organista famós de la catedral.